# Baqīʿ al-Gharqad
Baqīʿ al-Gharqad (arabisch بقيع الغرقد, DMG Baqīʿ al-Ġarqad), auch Dschannat al-Baqīʿ (arabisch جنة البقيع, DMG Ǧannat al-Baqīʿ ‚der Garten von al-Baqīʿ‘) oder einfach nur al-Baqīʿ, ist der erste und älteste islamische Friedhof von Medina, Saudi-Arabien. Die Anlagen des Friedhofs wurden beim Dschihad der Wahhabiten 1926 vollständig zerstört.

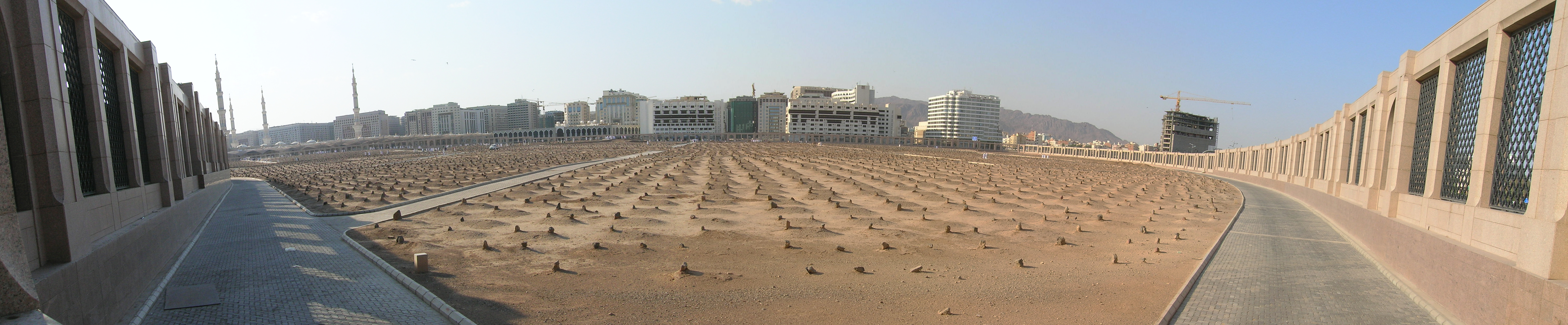
Panoramaansicht der verbliebenen Reste des Baqīʿ al-Gharqad

## Geschichte
Der Baqi-Friedhof liegt neben der Prophetenmoschee (al-masǧid an-nabawī), der größten Moschee in Medina mit dem Grab Mohammeds. Namensbestandteil ist der Baum al-Gharqad.
Die Anlagen des Friedhofs mitsamt ihren Schreinen, Mausoleen und Grabsteinen wurden 1806 ein erstes Mal unter dem Wahhabitenführer Saud I. ibn Abd al-Aziz zerstört, bis 1860 unter der türkischen Schutzmacht wiederaufgebaut, und beim Dschihad 1926 von den Ichwān, fanatischen Anhängern der Wahhabiten, endgültig beseitigt. Die Anordnung dafür gab zuletzt König Ibn Saud, nachdem er das Königreich Hedschas erobern ließ, unter dessen haschemitischer Herrschaft sich der Friedhof bis dahin befand. Gegen die Demolierungen protestierte zu dieser Zeit der Madschles-e Schora-ye Melli („Nationale Beratungsversammlung“), das Parlament des Iran. Der Zerstörungen wird jährlich am Tag der Trauer (yaum-e gham) gedacht.

## Bedeutung

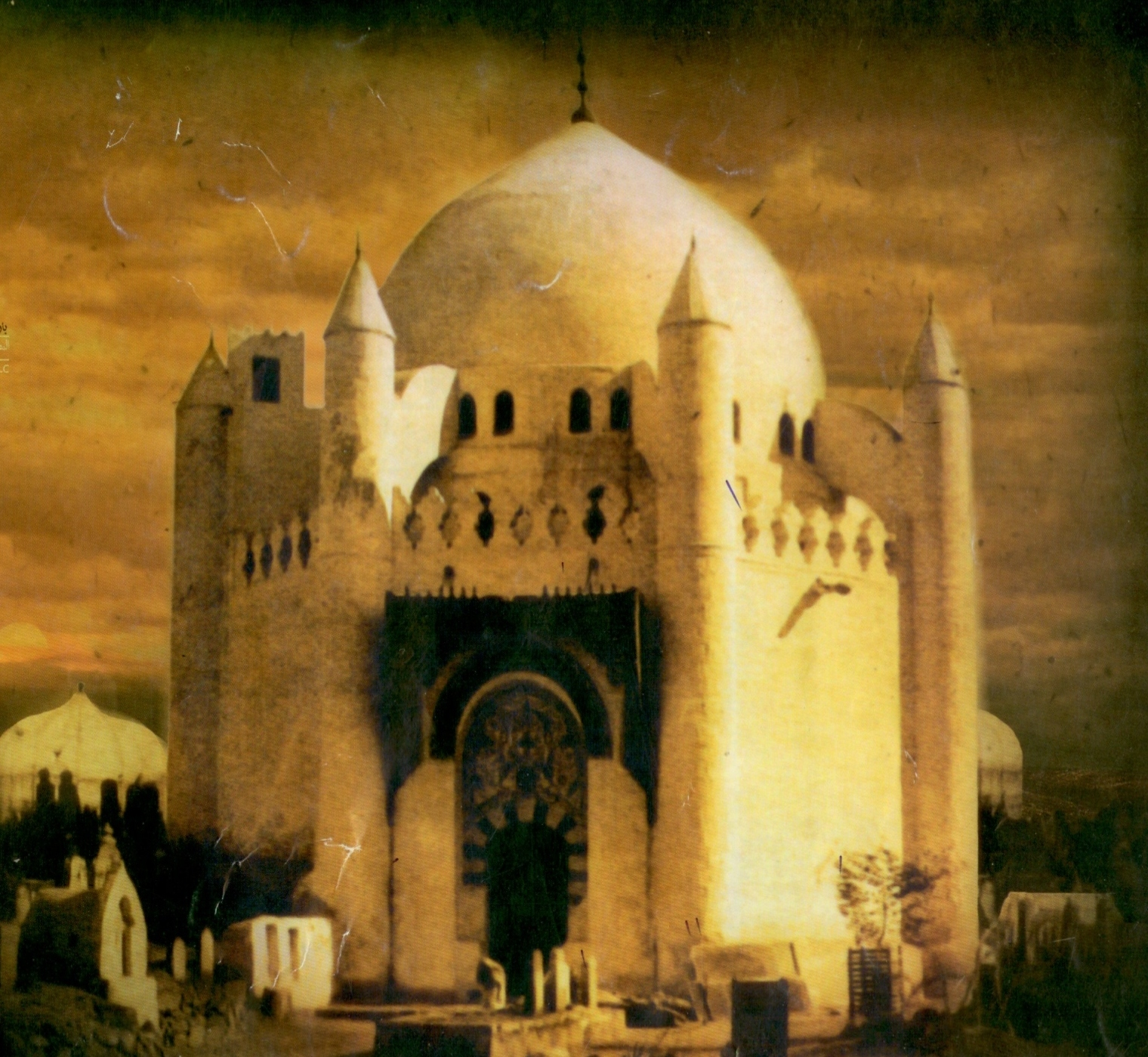
Eines der heute zerstörten Mausoleen

Auf diesem Friedhof liegen viele Verwandte und Weggefährten des Propheten begraben. Unter anderem befinden sich auch die Grabstätten der folgenden Imame der Zwölferschiiten auf dieser Stätte:
2. Hasan ibn 'Alī (al-Hasan)
4. ʿAlī ibn Husain Zain al-ʿĀbidīn
5. Muhammad al-Bāqir
6. Dschafar as-Sadiq
Weitere dort begrabene Personen sind Ibrahim ibn Muhammad und Abbas ibn Abd al-Muttalib.
All diese Mausoleen wurden durch Abd al-Aziz ibn Saud nach der saudischen Eroberung von Medina zerstört (siehe Zerstörung des islamischen Kulturerbes in Saudi-Arabien).